# ペトロの黙示録

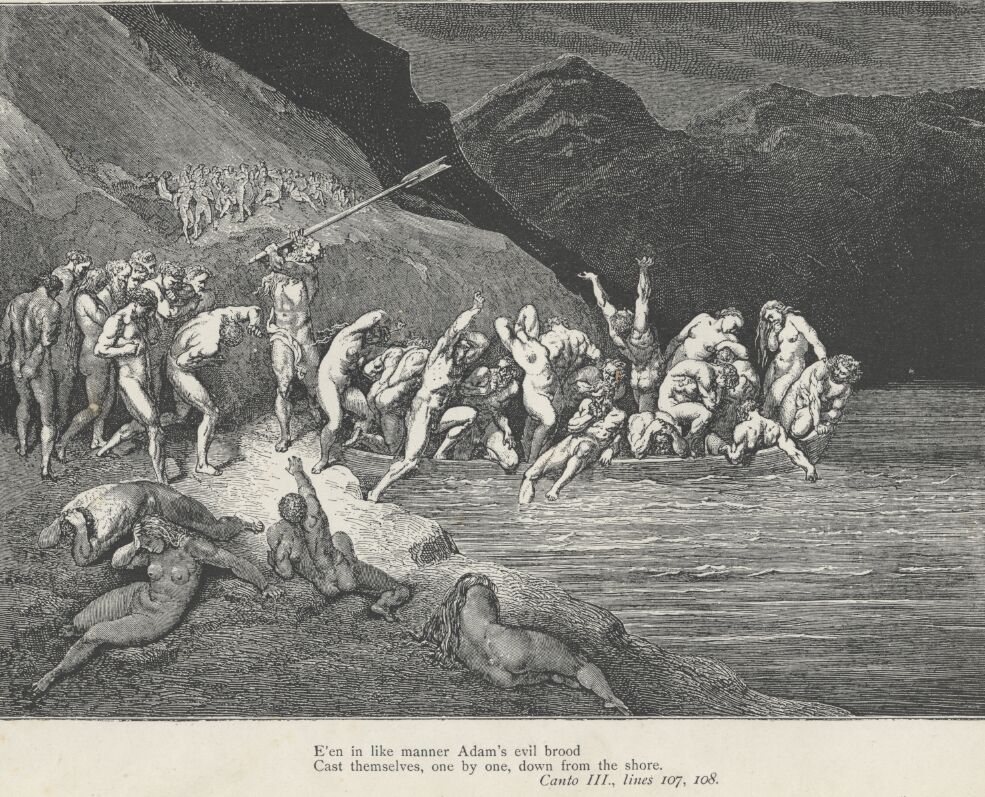
『神曲』地獄篇の挿絵

ペトロの黙示録（ペテロのもくしろく、聖ペテロ黙示録）とは、使徒のペトロ（ペテロ）による天国と地獄の旅についての新約聖書の外典である。原典はギリシャ語で、2世紀前半に成立したと考えられている。エジプトのアフミームの墳墓からエノク書のギリシャ語版と共に発見された。著作全体を含むものはエチオピア語とアラビア語で書かれているものしか残存していない。
かつては非常に重要とされた文書で、2世紀末から3世紀末にかけて活躍したアレクサンドリアのクレメンスはこれを引用しており、5世紀のパレスチナ教会では復活祭直前の金曜日の礼拝に朗読された。また2世紀末から3世紀初頭に編まれたとされる『ムラトリ断片』にも教会として受け継いでいる文書の一つとして、その名が挙げられている。
同名の文書は内容の異なるものが複数作成されていることが知られており、その一つとしてナグ・ハマディ写本のコーデックVIIに収録されていたものが知られ、この文書はグノーシス派によるものと考えられグノーシス派のペトロ黙示録と呼ばれている。

## 内容
使徒ペトロが他の弟子たちと共にキリストを囲んで座っていたときに乞うた願いに応じて、キリストが終末における彼の再臨、それに伴う死者の復活について啓示したことを伝える。キリストは終末の前兆として彼の名を騙って民衆を惑わす偽預言者の出現を指摘する。また、終末には死者となっているものは生き返らせて神の前に引き出されて、生前の所業を裁かれ、悪人と断罪された者は永遠の責めを受けるべく地獄へ送られる。悪人は罪状に応じていくつかの組に分けられ、それぞれ別の場所で、別々の刑罰を受ける。この文書ではこの様子が精密に描写されている。そしてキリストは、義人たちがどのような扱いを受けるかを対照的に啓示し、彼ら義人たちの住処として約束されている天国を見ることも弟子たちは許される。そこの住人としてモーセやエリヤが彼らの前に現われる。
中世においてペトロの黙示録の世界像は少なからずの影響を及ぼし、ダンテの『神曲』の地獄編は、これを参考に書かれている。